# Ben Gunter
Pour les articles homonymes, voir Gunter.

a Compétitions nationales et continentales officielles uniquement.

b Matchs officiels uniquement.
Dernière mise à jour le 11 novembre 2023.
Ben Gunter (ベン ガンター, Ben Gantā), né le 24 octobre 1997 à Bangkok (Thaïlande), est un joueur international japonais de rugby à XV évoluant aux postes de troisième ligne aile ou de troisième ligne centre. Il évolue avec le club des Saitama Wild Knights en League One depuis 2016.

## Biographie

### Jeunesse et formation
Ben Gunter est né à Bangkok en Thaïlande, mais a grandi à Gunnedah, en Australie, où il joue avec les Narrabri Blue Boars et les Gunnedah Red Devils chez les jeunes.

### Carrière en club
Il représente le club des Saitama Wild Knights à partir de 2016, avec qui il remporte deux fois le Championnat japonais en 2021 et 2022.

### Carrière internationale
En 2021, Ben Gunter est sélectionné pour la première fois avec l'équipe du Japon, étant désormais éligible sur la base des critères de résidence comme deux autres Australiens Dylan Riley et Jack Cornelsen.
Il obtient sa première cape internationale le 23 octobre 2021 à l’occasion d’un match contre l'équipe d'Australie.
En mai 2023, il est appelé dans le groupe japonais pour la préparation de la Coupe du monde 2023, avant d'être appelé dans le groupe définitif quelques mois plus tard.

## Statistiques internationales
- 9 sélections avec le Japon depuis 2021 (6 fois titulaire).
- 5 points (1 essai).

## Palmarès
- Saitama Wild Knights
  - Vainqueur du Championnat du Japon en 2021 et 2022.